# Semyra
Semyra is een geslacht van vlinders van de familie slakrupsvlinders (Limacodidae).

## Soorten
- S. albipunctata Hering, 1931
- S. bella (Herrich-Schäffer, 1854)
- S. cardia Schaus, 1894
- S. coarctata Walker, 1855
- S. distincta (Möschler, 1878)
- S. erna Dyar, 1927
- S. eucharista Dyar, 1912
- S. frances Dyar, 1921
- S. gibbosa (Sepp, 1853)
- S. irena Dyar, 1906
- S. lucilla Dyar, 1927
- S. mariae Dyar, 1906
- S. ornata (Dognin, 1924)
- S. paula Dyar, 1906
- S. phrygia Dyar, 1921
- S. zinie Dyar, 1906